# Giovanni Alberti
Giovanni Alberti (Ferrara, 27 de marzo de 1965)  es un matemático y catedrático universitario italiano. 

## Biografía
Alberti estudió en la Escuela Normal Superior de Pisa. Es actualmente profesor de Análisis matemático en la Universidad de Pisa.
Alberti es un experto en el cálculo de variaciones. Ha realizado importantes contribuciones en los campos de teoría geométrica de la medida y de la Análisis real. 
Ha sido galardonado con el Premio Caccioppoli 2002. 